# Patrick Sylvestre
Patrick Sylvestre (La Chaux-de-Fonds, 1º settembre 1968) è un ex calciatore svizzero.

## Statistiche

### Cronologia presenze e reti in nazionale
| Cronologia completa delle presenze e delle reti in nazionale ― Spagna | Cronologia completa delle presenze e delle reti in nazionale ― Spagna | Cronologia completa delle presenze e delle reti in nazionale ― Spagna | Cronologia completa delle presenze e delle reti in nazionale ― Spagna | Cronologia completa delle presenze e delle reti in nazionale ― Spagna | Cronologia completa delle presenze e delle reti in nazionale ― Spagna | Cronologia completa delle presenze e delle reti in nazionale ― Spagna | Cronologia completa delle presenze e delle reti in nazionale ― Spagna |
| Data                                                                  | Città                                                                 | In casa                                                               | Risultato                                                             | Ospiti                                                                | Competizione                                                          | Reti                                                                  | Note                                                                  |
| --------------------------------------------------------------------- | --------------------------------------------------------------------- | --------------------------------------------------------------------- | --------------------------------------------------------------------- | --------------------------------------------------------------------- | --------------------------------------------------------------------- | --------------------------------------------------------------------- | --------------------------------------------------------------------- |
| 13-12-1989                                                            | Santa Cruz de Tenerife                                                | Spagna                                                                | 2 – 1                                                                 | Svizzera                                                              | Amichevole                                                            | -                                                                     | 21’                                                                   |
| 2-6-1990                                                              | San Gallo                                                             | Svizzera                                                              | 2 – 1                                                                 | Stati Uniti                                                           | Amichevole                                                            | -                                                                     | 46’                                                                   |
| 9-10-1991                                                             | Lucerna                                                               | Svizzera                                                              | 3 – 1                                                                 | Svezia                                                                | Amichevole                                                            | -                                                                     | 78’                                                                   |
| 23-1-1993                                                             | Hong Kong                                                             | Giappone                                                              | 1 – 1 dts (3 – 5 dtr)                                                 | Svizzera                                                              | Amichevole                                                            | -                                                                     | 82’                                                                   |
| 17-4-1993                                                             | Ta' Qali                                                              | Malta                                                                 | 0 – 2                                                                 | Svizzera                                                              | Qual. Mondiali 1994                                                   | -                                                                     | 68’                                                                   |
| 11-8-1993                                                             | Borås                                                                 | Svezia                                                                | 1 – 2                                                                 | Svizzera                                                              | Amichevole                                                            | -                                                                     | 77’                                                                   |
| 22-1-1994                                                             | Fullerton                                                             | Stati Uniti                                                           | 1 – 1                                                                 | Svizzera                                                              | Amichevole                                                            | -                                                                     | 67’                                                                   |
| 26-1-1994                                                             | Oakland                                                               | Messico                                                               | 1 – 5                                                                 | Svizzera                                                              | Amichevole                                                            | -                                                                     | 75’                                                                   |
| 3-6-1994                                                              | Roma                                                                  | Italia                                                                | 1 – 0                                                                 | Svizzera                                                              | Amichevole                                                            | -                                                                     | 78’                                                                   |
| 22-6-1994                                                             | Detroit                                                               | Romania                                                               | 1 – 4                                                                 | Svizzera                                                              | Mondiali 1994 - 1º turno                                              | -                                                                     | 83’                                                                   |
| 6-9-1994                                                              | Sion                                                                  | Svizzera                                                              | 1 – 0                                                                 | Emirati Arabi Uniti                                                   | Amichevole                                                            | -                                                                     |                                                                       |
| Totale                                                                |                                                                       | Presenze                                                              | 11                                                                    |                                                                       | Reti                                                                  | 0                                                                     |                                                                       |

## Palmarès
- Coppa Svizzera: 3

Lugano: 1992-1993
Sion: 1995-1996, 1996-1997